# Kanton Herrenbreitungen
Der Kanton Herrenbreitungen war eine Verwaltungseinheit im Distrikt Eschwege des Departements der Werra im napoleonischen Königreich Westphalen. Hauptort des Kantons und Sitz des Friedensgerichts war der Ort Herrenbreitungen im heutigen thüringischen Landkreis Schmalkalden-Meiningen. Der Kanton war einer von sechs Kantonen in der aufgelösten hessischen Exklave der Herrschaft Schmalkalden und umfasste 8 Orte aus einem Teil des Amts Herrenbreitungen mit Herrenbreitungen und einigen Orten im Tal der Truse sowie die Exklave Barchfeld.
Zum Kanton gehörten die Ortschaften:

- Herrenbreitungen mit Guckelshof oder Wolfsberg
- Barchfeld (Exklave)
- Wahles
- Trusen
- Herges-Vogtei
- Elmenthal
- Laudenbach